# Estádio Municipal da Marinha Grande
O Estádio Municipal da Marinha Grande, é o estádio de onde habitualmente joga o Atlético Clube Marinhense e localiza-se na Marinha Grande. Foi inaugurado em 1992 e tem capacidade para 5 200 espectadores sentados. Em Julho de 2011 a UD. Leiria assinou um protocolo com a Câmara da Marinha Grande para utilizar o Estádio durante as próximas três épocas.